# سانتا إيولاليا دي غاييغو
بلدية سانتا إيولاليا دي غاييغو (بالإسبانية: Santa Eulalia de Gállego) هي بلدية تقع في مقاطعة سرقسطة التابعة لمنطقة أراغون شمال شرق إسبانيا.

## الديموغرافيا
بلغ عدد سكان بلدية سانتا إيولاليا دي غاييغو 130 نسمة عام 2011 (وفقاً للمعهد الوطني الإسباني للإحصاء).
| 138 | 130 | 133 | 129 | 129 | 119 | 130 |